# Manuel Linares Rivas
Manuel Linares-Rivas y Astray-Caneda (Santiago de Compostela, 8 de febrero de 1866-Madrid, 3 de febrero de 1938) fue un dramaturgo, político y académico español, hijo del político Aureliano Linares Rivas. Diputado y senador, fue miembro de la Real Academia Española, además de un prolífico autor teatral.

## Biografía

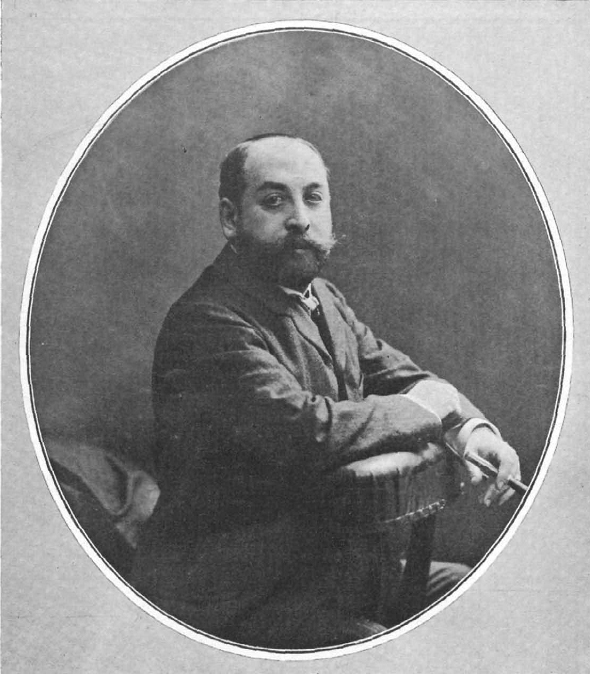
Fotografiado por Kaulak.

Nacido en la ciudad gallega de Santiago de Compostela, era hijo del político Aureliano Linares Rivas. Tras estudiar Derecho, y animado por el ejemplo de su padre, cuyo apellido segundo tomó también, entró en política, de forma que alcanzó los cargos de diputado a Cortes, ministro de Fomento,[¿cuándo?] senador por la provincia de La Coruña (1903-1910), senador vitalicio (1914-1923) y académico de la Real Jurisprudencia primero y de la Española (1921) después. Una sordera progresiva se constituyó poco a poco en un lastre para sus ambiciones políticas y sociales y le fue inclinando al arte dramático.
Empezó como redactor en las revistas El Resumen y El Nacional, y tras el estreno de El camino de la gloria y La ciencia de los hombres (1893) su carrera se aletargó durante más de ocho años, quizá por la negativa de su padre a que desarrollara lo que se consideraba una mera afición. Su mujer, Elisa Soujol O'Connor, con la que se casó el 10 de octubre de 1894, le animó por el contrario a seguir estrenando.
Varios manuscritos inéditos del autor se conservan en la Biblioteca de la Diputación Provincial de La Coruña.

## Escritos
Su teatro discute problemas morales o legales. A veces consideradas pertenecientes al naturalismo, sus piezas dramáticas llevan al extremo la tendencia discursiva del teatro de Jacinto Benavente y representan las ideas canovistas de la Restauración, por ejemplo, a través del personaje de Raimundo de su drama Fantasmas. Tiene la intención de convertir a la escena en una foro de controversia sobre los problemas sociales, políticos e incluso judiciales, para los que se ofrecen a veces soluciones más o menos avanzadas.

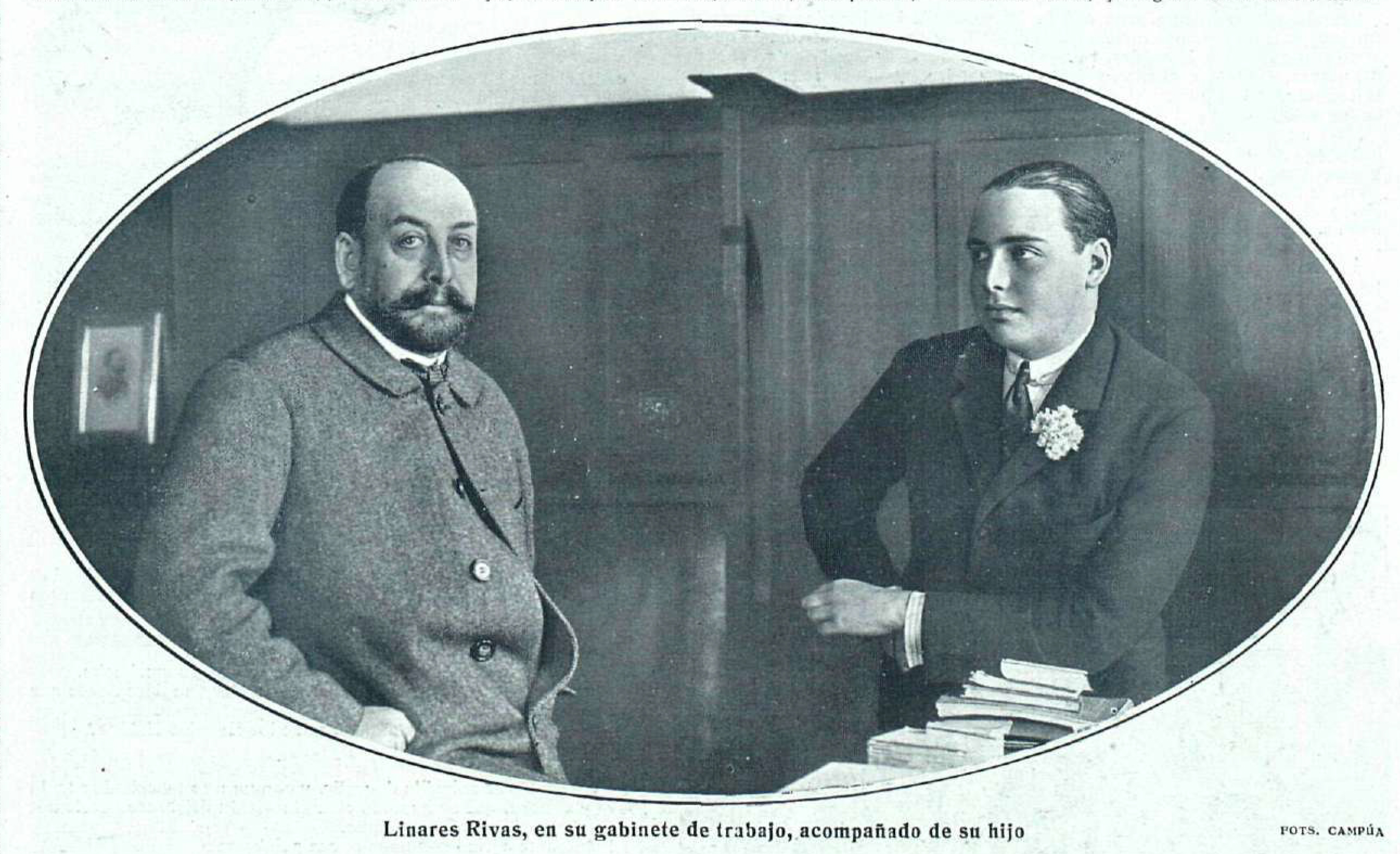
Linares Rivas en su gabinete de trabajo acompañado de su hijo, fotografiado por Campúa (La Esfera, 1915)

En Aire de fuera (1903) aborda los escabrosos temas de la infidelidad femenina y el divorcio con el propósito último de enjuiciar unas leyes obsoletas que coartan la realización plena de la mujer. El tema del divorcio reaparece en La garra (1914), en la que aboga, según los ideales del Regeneracionismo, por la adopción de unas leyes foráneas, encarnadas por Antonio, divorciado en los Estados Unidos, para la libre expresión de los sentimientos. En La raza (1911) ataca cruelmente las jerarquías que se prevalen de su derechos heredados; en Cuando empieza la vida (1924) denuncia los obsoletos códigos de honor que aún se usan para resolver añejos litigios. El abolengo (1904) se funda, como La raza, en las luchas y preocupaciones de clase; en Nido de águilas (1907), una joven sacrifica su amor por no casarse con un plebeyo por idénticos motivos; El caballero Lobo (1909) es una sátira social con personajes de fábula; Camino adelante (1913) está dirigida a encarecer el triunfo del deber sobre el egoísmo; Cobardías (1919) alude a la demasiada tolerancia de los hombres honrados, que disculpan y aún fomentan las malas artes de los perdidos;

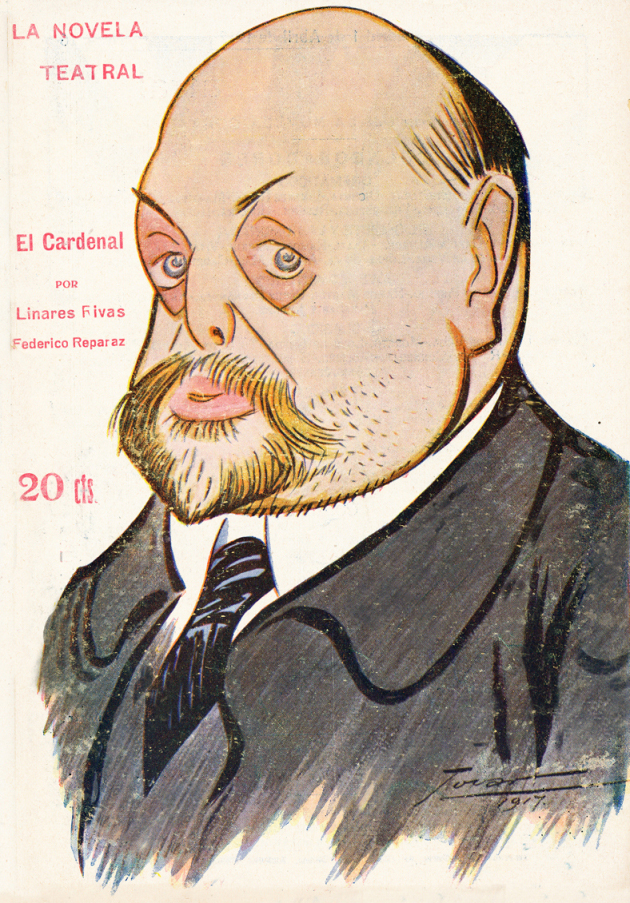
Caricaturizado por Tovar (1917)

Con todo, el teatro de Linares Rivas se va decantando cada vez a una ideología más conservadora conforme la evolución política de España va contrastando con él y lo va dejando atrás. De ahí el chusco antirrepublicanismo de Toninadas (1916) o la exaltación de un trasnochado heroísmo militar en Sancho Avendaño (1930). Quizá siguiendo el ejemplo de Benavente no se sustrajo al cultivo del drama rural en obras como Cristobalón (1920), La mala ley (1923) y Mal año de lobos (1927), ejercicios melodramáticos desmesurados que se centran en una Galicia telúrica demasiado convencional, sobre todo si lo comparamos con las piezas gallegas de Valle-Inclán. Por último, en La última novela (1927), un escritor de novelas naturalistas recoge el fruto amargo de su mala semilla.

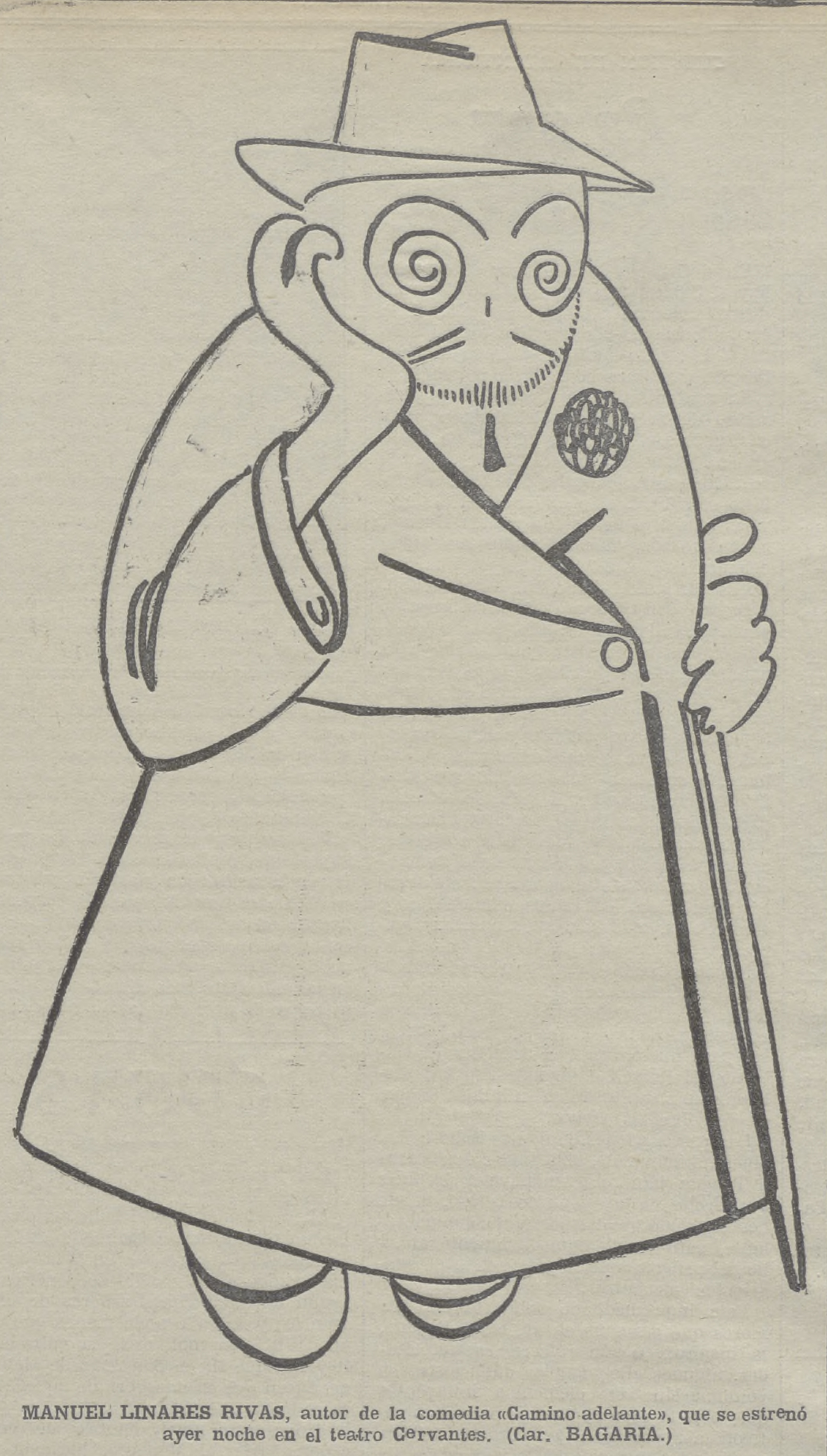
Caricaturizado por Bagaría (1913)

Pese a sus contenidos sociales y su densidad conceptual, el teatro de Linares Rivas ha soportado mal el paso de los años porque sacrifica la efectividad dramática a la expresión monologal de un ideario político en el marco de un vacuo y repetido efectismo escénico.
Dramaturgo olvidado y, sin embargo, parte de esa España culta, clara, que prosperó en el primer tercio del siglo XX. Sus comedias y relatos eran, al decir de Gregorio Martínez Sierra, otro dramaturgo, “fáciles de diálogo, bien observadas y hábilmente compuestas”, aunque no tengan gran o ningún misterio; eran flojas. Quizá fueron perjudicadas por su propia facilidad, porque eran demasiado evidentes y han pasado con el tiempo que describían, sin llegar a perfilar personajes más intemporales, más universales. Efímeras y sosas, como su autor. ¿No se ha dicho que el destino es como los dramaturgos, que nunca desvela su desenlace hasta el final? Pues Linares Rivas, en ese sentido, no tuvo nada de dramaturgo. Léase su novelita corta El sembrador o El teatro, de los años veinte del pasado siglo, para convencerse de que sus obras parecen más un ensayo sociológico que una trama de ficción.
Los matrimonios mesocráticos iban del brazo los sábados por la tarde a ver una obrita de Linares Rivas y quedaban tan satisfechos, sin que nada altisonante les perturbara. Era ese Madrid de los años veinte y treinta bastante instalado en una cierta armonía de vida, en el que nadie podía imaginarse que un lustro después sería el frente, la primera trinchera de la contienda. El escritor gallego murió en la capital española en plena guerra civil, con setenta y dos años. Fue tío del actor José María Linares Rivas.

## Obras

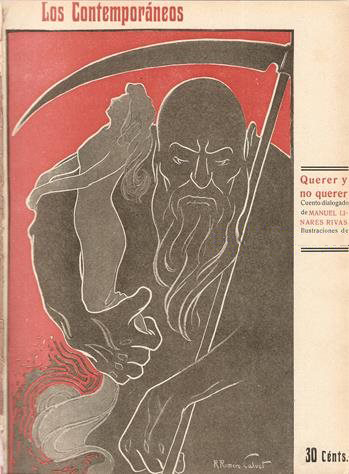
Querer y no querer (1909). Portada de Romero Calvet.

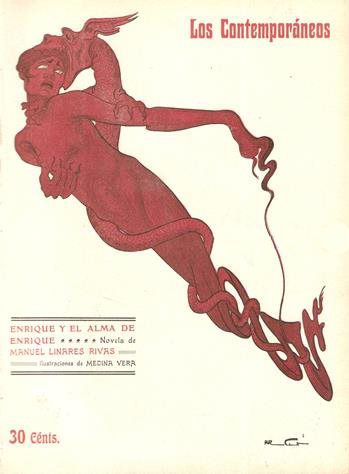
Enrique y el alma de Enrique (1909). Portada de Romero Calvet.

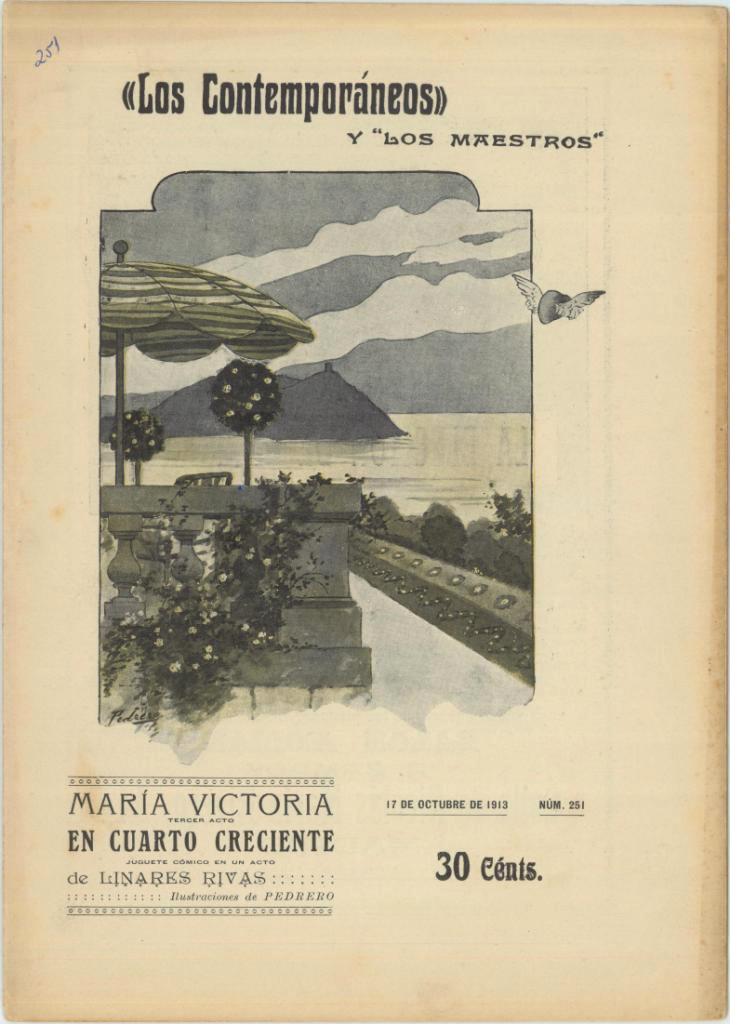
María Victoria. En cuarto creciente (1913). Portada de Pedrero.

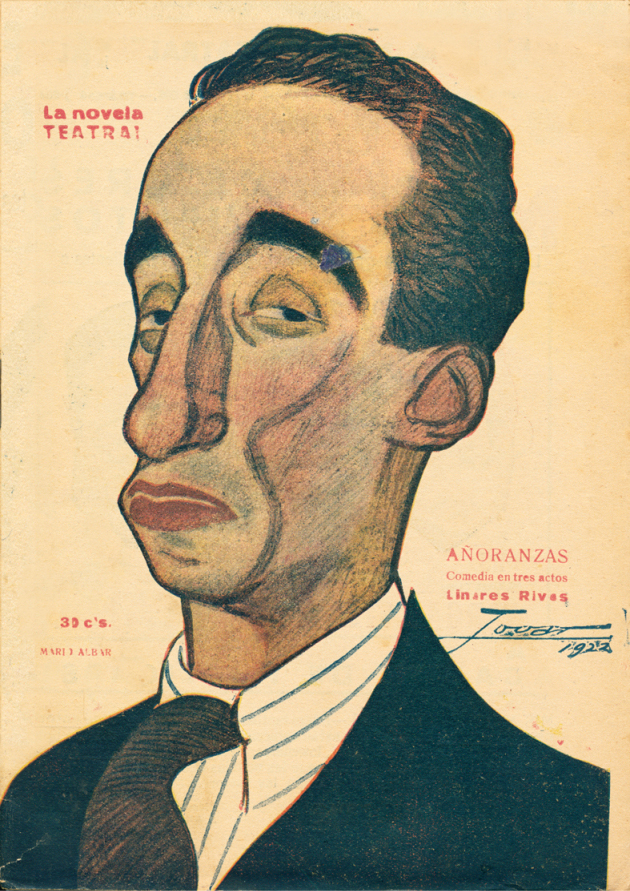
Añoranzas (1922). Portada de Tovar.

- Obras completas, Madrid: Hispania, 1920.
- Obras escogidas, Madrid: Aguilar, 1947.

### Teatro original
- El camino de la gloria y La ciencia de los hombres (1893).
- Aire de fuera (1903).
- El abolengo (1904).
- María Victoria (1904).
- La cizaña (1905).
- Bodas de plata (1906).
- Añoranzas (1906).
- Cuando ellas quieren, música de Rafael Calleja Gómez, (1908).
- La fuente amarga (1910).
- El caballero lobo (1910), fábula escénica.
- El buen demonio (1911).
- La raza (1911).
- La maja desnuda, música de Rafael Calleja Gómez, (1912).
- Doña Desdenes (1912).
- Flor de los pazos (1912).
- La razón de la sinrazón (1913)
- Camino adelante (1913).
- Como buitres (1913).
- La fuerza del mal (1914).
- La garra (1914).
- La espuma del champagne (1915).
- Fantasmas (1915).
- Toninadas (1916).
- Las zarzas del camino (1917).
- En cuerpo y alma (1918).
- Calixto (1919).
- Cristobalón (1920), drama rural.
- Almas brujas (1922).
- La mala ley (1923), drama rural.
- La jaula de la leona (1924).
- Alma de aldea (1924).
- Cuando empieza la vida (1924).
- Primero, vivir… (1926).
- A martillazos (1927).
- Mal año de lobos (1927), drama rural.
- El rosal de las tres rosas (1928).
- Hilos de araña (1929).
- Sancho Avendaño (1930).
- La cizaña, (1930).
- ¡Déjate querer, hombre! (1931).
- Todo Madrid lo sabía… (1931).
- Cobardías.
- Lo pasado, o cocluido o guardado.
- Pájaro sin alas.
- Lo posible.
- En cuarto creciente.
- El mismo amor.
- Nido de águilas.
- Lo que engaña la verdad.

### Adaptaciones
- La casa de la Troya, de Alejandro Pérez Lugín.
- La viuda alegre.
- ¡Mal año de lobos!, Cobardías y La mala ley, adaptaciones radiofónicas realizadas por el quadre de veus de Radio Terrassa.

### Novelas
- El caballero Pedrín
- Pau de los Pedreles
- Lo que no vale la pena
- Lo difícil que es ir al cielo